# Mikel Aramendi
Mikel Aramendi   (Itsasondo, 1955) és un filòleg i periodista basc expert en política internacional. És el director de la revista Hika i col·laborador d'Euskadi Irratia i Herri Radio, i dels diaris Gara i Berria.